# Xilitla
Xilitla est une municipalité (espagnol : municipio) du Mexique située dans l'État de San Luis Potosí, dans la région géographique de La Huasteca. Elle a une superficie de 415 km2 et sa population était en 2010 de 51 498 personnes, dont 6 576 vivaient dans la ville de Xilitla.
Xilitla est connue pour le paysage spectaculaire de ses montagnes luxuriantes et de ses sources, ainsi que pour son jardin de sculptures de Las Pozas.

## Histoire et économie
Son relief escarpé a partiellement protégé Xilitla de l'industrialisation, ce qui a favorisé le maintien des cultures et des traditions agricoles des indigènes Huastèques et Nahuatl. La plupart des résidents vivent dans plus d'une centaine de villages de plusieurs dizaines à plusieurs centaines d'habitants. Environ 30 000 personnes vivent dans un foyer indien, dont environ 20 000 parlent une langue indienne, principalement le huastèque. La plupart parlent également espagnol.

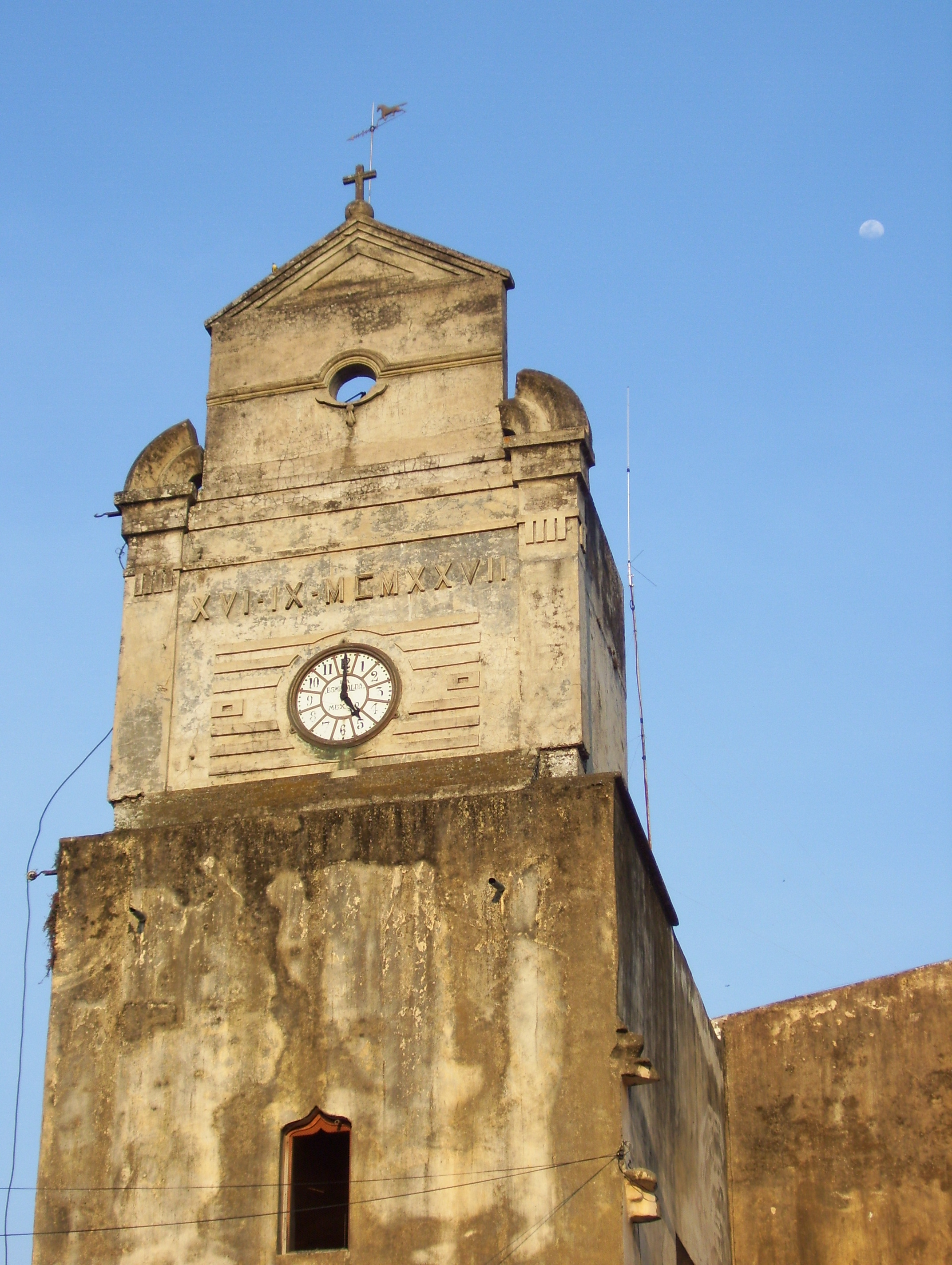
Tour de l'église de Saint Augustin, le plus ancien monument de Xilitla

L'activité missionnaire augustine a commencé en 1537 et la construction du couvent Saint Augustin en 1553. Il avait à la fois des fonctions religieuses et militaires, alors que la guerre chichimèque (es) était en cours et qu'une tribu chichimèque hostile, les Pame (es) vivaient au nord-ouest. Le couvent a été attaqué et brûlé par les indiens en 1569 et 1589 et quasiment abandonné par les Augustins. Au XVIIe siècle, les Dominicains ont fait une autre tentative d'évangéliser la région, mais ils ne purent surmonter l'hostilité des Indiens. Ce n'est qu'au milieu du XVIIIe siècle que frère Junípero Serra et les Franciscains réussirent à y établir une mission permanente.
L'économie est encore aujourd'hui principalement agricole, les cultures principales étant le café et les agrumes. Une foire au café se déroule en août.

## Géographie
La ville de Xilitla se trouve à 676 m d'altitude, sur les pentes orientales de la chaine de Sierra Gorda, une partie de la Sierra Madre orientale. d'étroites vallées descendent jusqu'à 400 m. La Silleta, une montagne en forme de pouce, s'élève à 2 550 m à une dizaine de km à l'ouest de la ville (elle n'est accessible que par escalade). Le terrain est principalement en pente, mais habitable. Au sud et à l'ouest, la municipalité est limitrophe des montagnes des États de Querétaro et d'Hidalgo. Elle est bordée au nord-est par la vallée de la Tancuilin et la route fédérale 85 (es).
La région est principalement formée de roches sédimentaires. Elle comporte de nombreuses grottes, ainsi que des sources naturelles. La grotte de Parakeeet, tout près de la ville, abrite une grande quantité de perroquets verts, qui la quittent à l'aube et y retournent chaque soir.

## Climat
Avec plus de 2 500 mm de précipitations annuelles, Xilitla est une des régions les plus humides du Mexique. Les pluies dépendent de la saison, la plupart tombant en été, mais l'hiver est moins sec que dans beaucoup d'autres régions du pays.
| Mois                     | jan. | fév. | mars | avril | mai | juin | jui. | août | sep. | oct. | nov. | déc. | année |
| ------------------------ | ---- | ---- | ---- | ----- | --- | ---- | ---- | ---- | ---- | ---- | ---- | ---- | ----- |
| Température moyenne (°C) | 17,4 | 18,7 | 21,4 | 24,2  | 26  | 26,2 | 25,6 | 25,9 | 24,9 | 23   | 20,3 | 18,2 | 22,7  |
| Précipitations (mm)      | 64   | 66   | 80   | 114   | 175 | 384  | 409  | 427  | 597  | 287  | 104  | 56   | 2 763 |

Le climat est subtropical, classé Cwa (Köppen) ou Cral (Trewartha). L'altitude modère le climat tropical (A) des zones voisines plus basses.

## Las Pozas

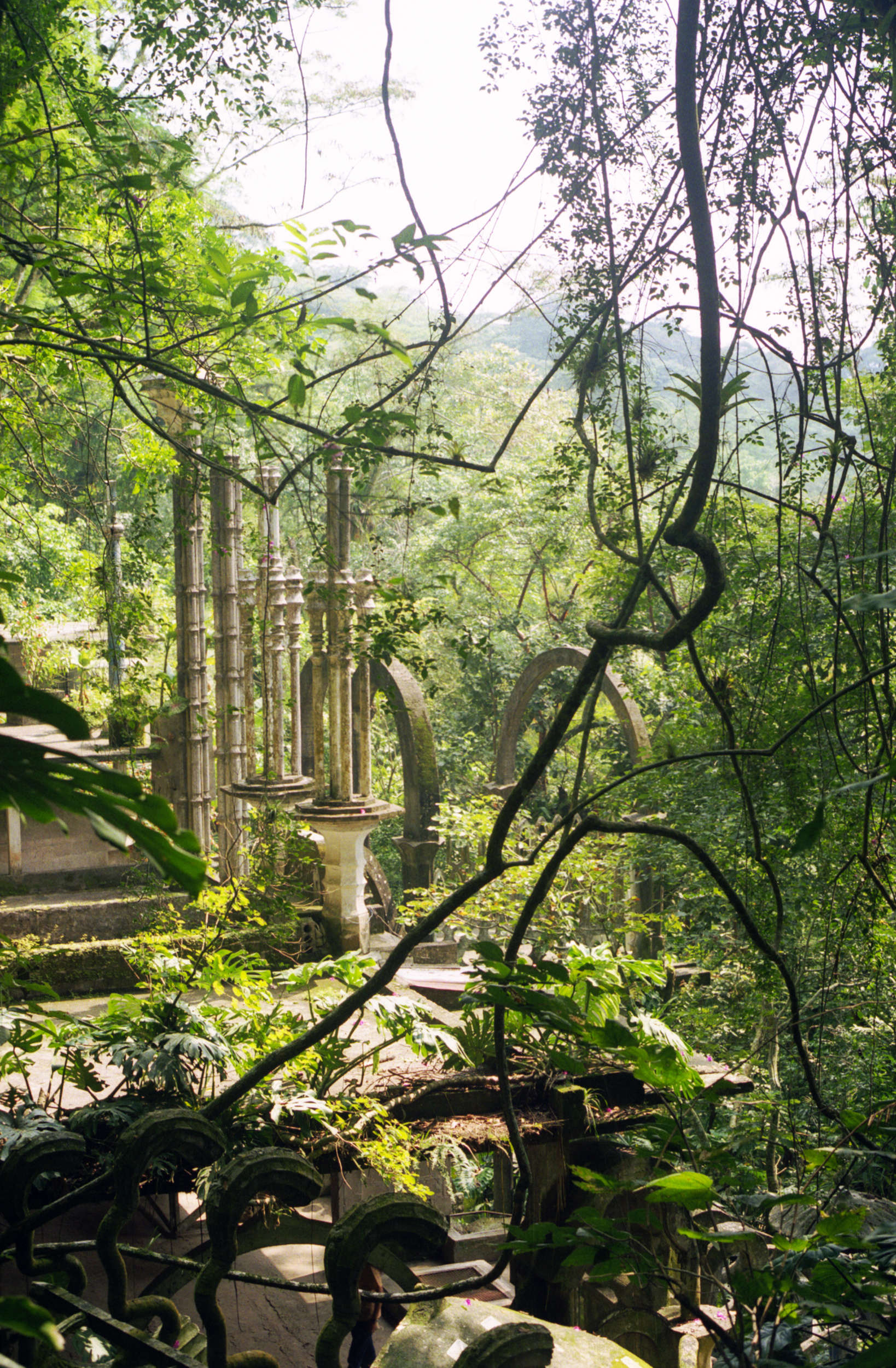
Les piliers de Las Pozas.

La beauté naturelle de Xilitla a donné l'idée à l'excentrique artiste anglais Edward James (1907-1984) de créer Las Pozas (« les Bassins »), un jardin dans une forêt tropicale humide juste à l'extérieur de la ville. Il comporte plus de 32 hectares de cascades et de bassins parsemés de sculptures surréalistes en béton. Le but de James était de créer un « Jardin d'Éden » à Las Pozas. Le site est maintenant entretenu par une fondation et ouvert au public.
Le groupe d'electro-pop australien Empire of the Sun a pris ce site comme décor du clip de son single We Are the People (2008).

## Transports

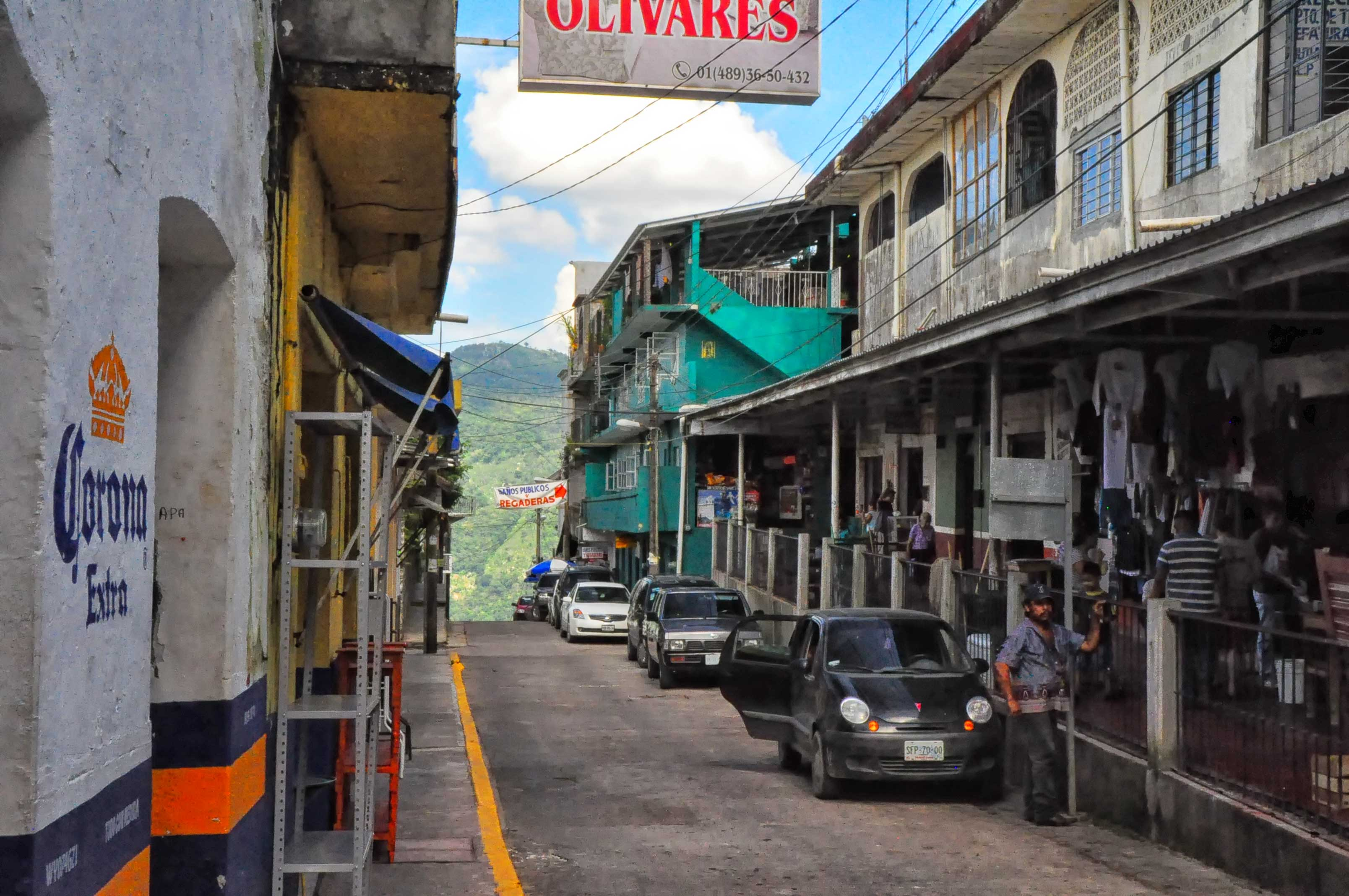
Une rue du centre de Xilitla

## Cuisine
La spécialité culinaire locale est le zacahuitl, un énorme tamal (d'environ 1 m de long) enveloppé dans des feuilles de bananier et rempli de porc d'un côté et de poulet de l'autre.